# Julbernardia gossweileri
Julbernardia gossweileri är en ärtväxtart som först beskrevs av Baker f., och fick sitt nu gällande namn av Antonio Rocha da Torre och Jean Olive Dorothy Hillcoat. Julbernardia gossweileri ingår i släktet Julbernardia och familjen ärtväxter. Inga underarter finns listade i Catalogue of Life.